# Vörösnyakú szúfarkas
A vörösnyakú szúfarkas (Thanasimus formicarius) a rovarok (Insecta) osztályának a bogarak (Coleoptera) rendjéhbe, ezen belül a szúfarkasfélék (Cleridae) családjába tartozó faj.

## Előfordulása
A vörösnyakú szúfarkas Európa, Ázsia és Észak-Afrika területein honos. Észak-Amerikába behurcolták.

## Megjelenése
A vörösnyakú szúfarkas 0,7–1 centiméter hosszú, sajátságos rajzolatú, a talajon hangyaszerűen gyorsan futkosó bogár. Feje fekete, az előtor háta és a szárnyfedők töve vörös, többi részük fekete-fehér harántsávos, a potroh pedig, miként az egész alsótest, vörös.

## Életmódja
A vörösnyakú szúfarkas a fenyvesekben érzi jól magát.

## Szaporodása
Márciustól május végéig a nőstény fakéreg alá rakja petéit. A kis lárvák szerves hulladékokkal, a nagyobbak a szúbogarak lárváival táplálkoznak. A lárvák a fakéreg alatt bábozódnak be.